# Shiruko
Shiruko (汁粉 (Chấp phấn)), còn được gọi kèm tiền tố o (お o) là oshiruko (お汁粉 oshiruko), là một món tráng miệng truyền thống của Nhật Bản. Thành phần chủ yếu là đậu đỏ azuki được luộc và sau đó được nghiền nát , được phục vụ trong bát cùng bánh mochi. Có nhiều phong cách làm shiruko khác nhau, chẳng hạn như shiruko cùng với kẹo hạt dẻ, hay cùng với há cảo làm từ bột gạo nếp thay thế cho mochi.

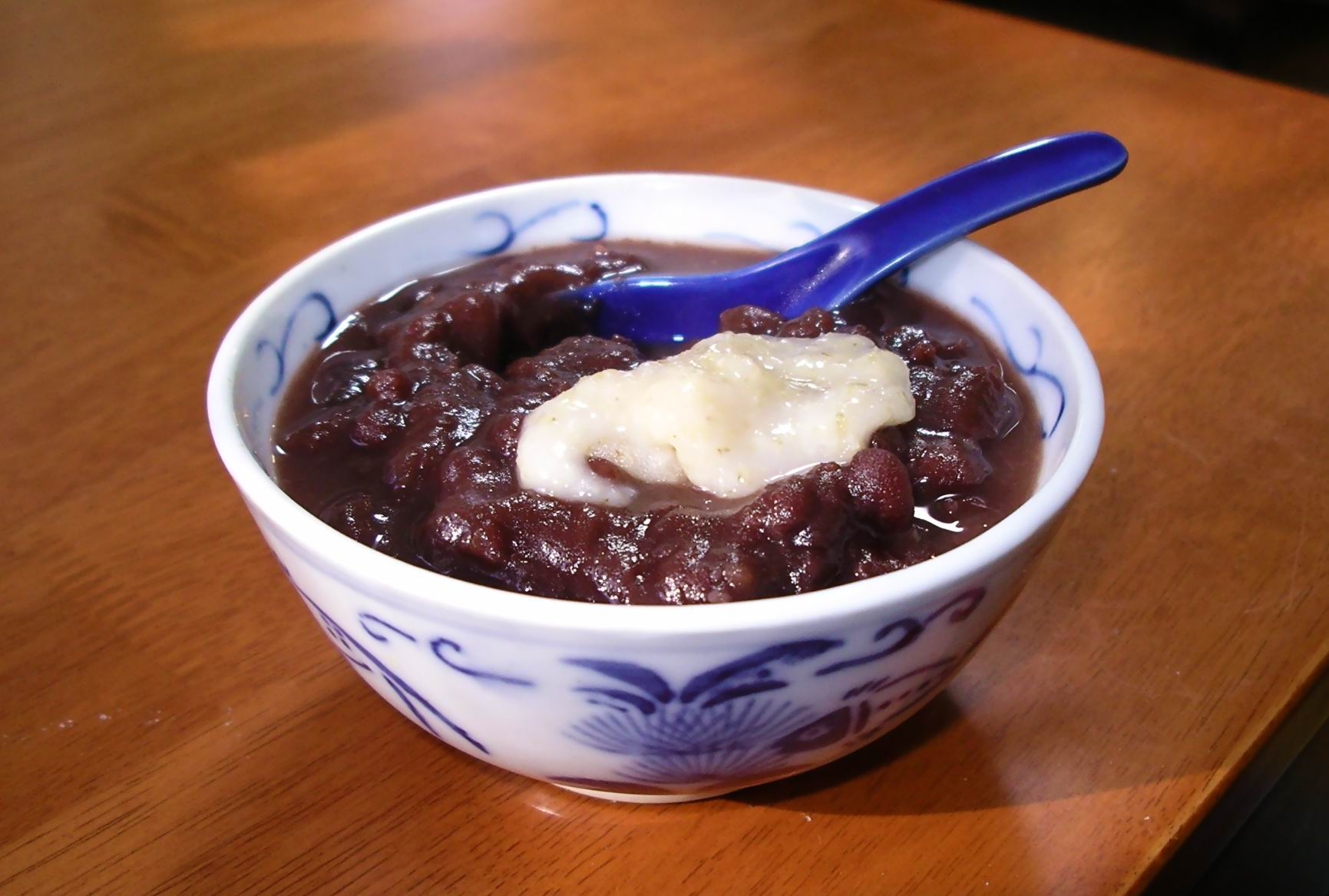
Shiruko với genmai mochi

Có hai loại shiruko dựa trên các phương pháp nấu đậu azuki khác nhau. Đậu Azuki có thể bị nghiền nát thành bột nhão mà không giữ được hình dạng ban đầu, hoặc bao gồm cả hỗn hợp bột nhão và đậu nghiền thô.  Một món ăn tương tự là zenzai (善哉/ぜんざい zenzai) được làm từ bột nhão cô đặc bằng nhiệt và ít nước hơn shiruko, giống như làm mứt hoặc mứt cam. Ở miền Tây Nhật Bản, zenzai dùng để chỉ một loại shiruko được làm từ hỗn hợp bột nhão và đậu nghiền.  Ở Okinawa, thuật ngữ zenzai thường dùng để chỉ món súp đậu được phục vụ trên đá bào với mochi . Các chất phụ gia khác, chẳng hạn như sữa đặc có đường, đôi khi cũng được thêm vào để tạo hương vị.
Món bánh mochi dẻo nóng hổi và cháo đậu đỏ ngọt ngào, ấm áp được rất nhiều người Nhật yêu thích, đặc biệt là trong mùa đông.  Shiruko thường được phục vụ với một món ăn phụ có vị chua hoặc mặn, chẳng hạn như umeboshi hoặc shiokombu để làm mới khẩu vị vì shiruko ngọt đến mức hương vị có thể bị ngấy sau một thời gian thưởng thức.
Ở tỉnh Tottori và tỉnh Shimane, shiruko cũng được sử dụng cho zōni, món súp đặc biệt cho lễ mừng năm mới.